# Hugo Leal
Hugo Leal (Cascais, 21 de maig de 1980) és un futbolista portuguès ja retirat, que ocupava la posició de migcampista atacant.

## Trajectòria
Comença la seua carrera al Sport Lisboa e Benfica, debutant abans d'haver complert els 17 anys, en partit davant l'Espinho el 20 d'abril de 1997. La temporada 98/99 es consolida al club lisboeta: juga 27 partits i marca tres gols. Entremig, és cedit al FC Alverca, també de la màxima divisió lusa.
L'estiu del 1999, fitxa per l'Atlètic de Madrid. Eixe any el club matalasser sofreix un traumàtic descens a la Segona Divisió. A l'any següent i amb l'Atlético a la categoria d'argent, el portuguès és titular, però el club no aconsegueix el seu objectiu de pujar de nou a Primera.
El 2001 es trasllada al Paris Saint-Germain FC, amb qui arriba a dues finals de la Copa de França consecutives. La temporada 04/05 hi retorna al seu país, a les files del FC Porto, on roman sis mesos abans de recalar al modest Académica de Coimbra.
L'estiu del 2005 signa per l'Sporting Clube de Braga. Hi juga 17 partits en temporada i mitja. Després d'uns mesos sense equip, marxa al C.F. Os Belenenses, on es veu afectat per les lesions.
A l'octubre del 2008 s'incorpora al C.D. Trofense, un recén ascendit. A l'any següent hi retorna a la competició espanyola, a la UD Salamanca, de Segona Divisió.

## Internacional
Hugo Leal ha estat internacional amb la selecció portuguesa en una ocasió, en partit davant els Països Baixos.

## Títols
- Copa de França 03/04
- Supercopa portuguesa: 2004